# POLR2F
POLR2F (англ. RNA polymerase II subunit F) – білок, який кодується однойменним геном, розташованим у людей на короткому плечі 22-ї хромосоми. Довжина поліпептидного ланцюга білка становить 127 амінокислот, а молекулярна маса — 14 478.
| 10         |  | 20         |  | 30         |  | 40         |  | 50         |
| ---------- |  | ---------- |  | ---------- |  | ---------- |  | ---------- |
| MSDNEDNFDG |  | DDFDDVEEDE |  | GLDDLENAEE |  | EGQENVEILP |  | SGERPQANQK |
| RITTPYMTKY |  | ERARVLGTRA |  | LQIAMCAPVM |  | VELEGETDPL |  | LIAMKELKAR |
| KIPIIIRRYL |  | PDGSYEDWGV |  | DELIITD    |  |            |  |            |

A: Аланін

C: Цистеїн

D: Аспарагінова кислота

E: Глутамінова кислота

F: Фенілаланін

G: Гліцин

I: Ізолейцин

K: Лізин

L: Лейцин

M: Метіонін

N: Аспарагін

P: Пролін

Q: Глутамін

R: Аргінін

S: Серин

T: Треонін

V: Валін

W: Триптофан

Кодований геном білок за функцією належить до фосфопротеїнів. 
Задіяний у таких біологічних процесах, як транскрипція, ацетилювання. 
Локалізований у ядрі.